# Strefa zakazu lotów
Strefa zakazu lotów (ang. NFZ – no-flight zone) – przestrzeń powietrzna, w której zakazano wszelkich lotów dla statków powietrznych. Strefy takie ustanawia się ze względów bezpieczeństwa z powodu działań militarnych lub innych. W przeszłości wprowadzano je na terenie Iraku (1991–2003) oraz Bośni i Hercegowiny (1993–1995). W praktyce ustanowienie strefy zakazu lotów oznacza użycie systemów obrony powietrznej i przeciwrakietowej oraz lotnictwa w celu egzekwowania zakazu, czyli eliminowania lotnictwa i broni rakietowej wykorzystywanych wbrew strefie zakazu lotów.

## Strefa zakazu lotów w Libii
W dniu 17 marca 2011 r.  Rada Bezpieczeństwa ONZ przyjęła rezolucję nr 1973, która przewiduje użycie wszelkich środków w celu ochrony libijskich cywilów   przed atakami wojsk dyktatora Mu’ammara al-Kaddafiego.